# New York Yankees
New York Yankees je američki profesionalni bejzbolski klub sa sjedištem u Bronxu, jednoj od četvrti New Yorka, koji se natječe u MLB-ovom American Leagueu (AL-u), istočnoj diviziji. Jedan je od dva velikoligaška kluba sa sjedištem u New Yorku; drugi je New York Mets. Klub je počeo igrati u AL-u u sezoni 1903., nakon što su vlasnici Frank Farrell i Bill Devery kupili "mrtav" klub poznat kao Baltimore Orioles (ne smije se zamijeniti s modernim Baltimore Oriolesima) te premjestili momčad u New York City, pritom promijenivši ime kluba u New York Highlanders. Highlandersi su se službeno preimenovali u "Yankees" 1913. godine.
Momčad je u vlasništvu Yankee Global Enterprisesa, društva s ograničenom odgovornošću kojeg upravlja obitelj Georgea Steinbrennera koji je kupio momčad 1973. godine. Bivši hvatač (en. catcher) Joe Girardi je glavni trener i upravitelj, a Brian Cashman opći upravitelj momčadi. Domaće utakmice Yankeesa su se igrale na Stadionu Yankee od 1923. do 1973. te od 1976. do 2008. godine. Godine 2009. su se premjestili na novi stadion također zvan Stadion Yankee nakon što se stari stadion zatvorio. Momčad je vječno među prvima po posjećenosti na utakmicama.
Jedan od najuspješnijih klubova u povijesti profesionalnog sporta diljem svijeta, Yankeesi su osvojili 18 divizijskih naslova, 40 puta bili na prvom mjestu AL-a te su osvojili 27 naslova World Seriesa, sve rekordi MLB-a. 44 igrača i 11 trenera Yankeesa su primljeni u Dvoranu slavnih nacionalnog bejzbola, među kojima su Babe Ruth, Lou Gehrig, Joe DiMaggio, Mickey Mantle i Yogi Berra. U težnji za osvajanjem prvenstava, klub dodjeljuje ogroman platni spisak kako bi unovačio talentirane igrače, najviši je dodjeljivao za vrijeme bivšeg vlasnika kluba, Georgea Steinbrennera. Prema Forbesu, u 2013. godini, Yankeesi su najvrijedniji sportski klub u Sjedinjenim Državama te četvrti najvrijedniji na svijetu, s procijenjenom vrijednošću od 2.3 milijarde američkih dolara. Dijelom i zbog njihovog uspjeha, Yankeesi su pridobili ogromnu popularnost diljem svijeta te odane navijače, kao i rasprostranjeno neprijateljstvo navijača drugih klubova MLB-a; klupsko intenzivno rivalstvo s Boston Red Soxima je jedno od najpoznatijih sportskih rivalstava.

## Povijest
Iako su Yankei jedna od najstarijih i najcjenjenijih profesionalnih bejzbol momčadi u Sjedinjenim Državama, njihovo podrijetlo može se pratiti do prvih dana američke lige, započetih 1901. 

### Podrijetlo
Franšiza je započela 1901. kao Baltimore Orioles, angažirani tim američke lige koji je prvi put dodijeljen gradu Baltimoreu u državi Maryland. Ligu je osnovao kao veliku ligašku organizaciju otkad je njezin bivši regionalni status manje lige te godine pod njezinim predsjednikom Banom Johnsonom, zbog protivljenja suparničke Nacionalne lige, u svojim ranijim planovima s njim se prijateljski odnosio. Baltimorska momčad je prihvaćen zbog oporbe koju je postavila New York Giants protiv planova lige da stave svoju momčad gradu New Yorku. Između 1901. i 1903., mnogi igrači i treneri na popisu Oriolesa mijenjali su momčadi u gradsku momčad Nacionalne lige, Giants. U početku je novi menadžer momčadi bio bivši menadžer istoimene momčadi iz 1899. godine John McGraw, koji je također imao udjela u mladoj momčadi, ali kako je tim na kraju pete ljestvice na kraju sezone 1901. bio tim na petom mjestu i bio je posljednji u ligi sljedeće godine. Uz slabu posjećenost i brojne sporove između Johnsona i McGrav-a oko disciplinskih pitanja, kao i glasine da je predsjednik AL-a prebacio momčad u New York, kasnije je napustio klub, postajući direktor Giants-a u Nacionalnoj ligi i prenio na tim svoj vlasnički udio s Oriolesima. Nakon toga pridružili su mu se još neki igrači, među kojima su Roger Bresnahan i Joe McGinnity. Nakon što su Orioles napuštali igru jer nisu imali dovoljno aktivnih igrača, liga je ponovno stekla potpunu kontrolu u sezoni 1902. Prema autoru Martyju Appelu, Johnson je zatražio da se popis Oriolesa "napuni igračima koje su u osnovi dale druge ekipe da igraju po rasporedu".
Da bi se riješila jednom zauvijek transferna kriza, u siječnju 1903. uprava obje lige, zajedno s vlasnicima svih 16 momčadi, održala je "mirovnu konferenciju" za rješenje problema. Tijekom te konferencije, Johnson je podnio prijedlog da konačno postavi momčad američke lige u New York City, koji će igrati uz dvije gradske franšize u Nacionalnoj ligi: New York Giants sa sjedištem na Manhattanu i Dodgers sa sjedištem u Brooklynu. Za prijedlog je izglasano, a 15 od ukupno 16 prisutnih vlasnika tima odobrilo ga je. Te godine Orioli su službeno premješteni u New York City pod svojim novim vlasnicima, Frank J. Farrell i William S. Devery. Za tim su platili 18.000 američkih dolara. Prijelaz u New York City obilježit će posljednji put kada će se sastavi timova koji čine Major League Baseball mijenjati više od pola stoljeća do 1954. godine.

### Rane godine u New Yorku kao Highlanders (1903-1912)
Novi ballpark momčadi, Hilltop Park (formalno poznat kao "American League Park"), izgrađen je u jednom od najviših točaka Gornjeg Manhattana - između 165. i 168. ulice. Momčad je imenovana New York Highlanders (Njujorški Gorštaci), službeno "Greater New York Baseball Club" u znak priznanja uspostavljenim Giantsima koji su kasnije bili osnovani na Polo Groundsu. Navijači vjeruju da je ime odabrano zbog visokog položaja momčadi na Gornjem Manhattanu, ili kao potvrda nasljeđa predsjednika škotsko-irske momčadi Josepha Gordona (Gordon Highlanders je poznata škotska vojna postrojba). Momčad je stekla igrače poput napadača Williea Keelera i bacača Jack Chesbroa. Prvi igrač menadžer momčadi bio je Clark Griffith, kojeg su dobili od Chicago White Sox-a. Novi stadion otvoren je 30. travnja iste godine. Sveukupno, s obzirom na uspjehe tima i uspješnost regularnog dijela sezone, nova momčad završila je na četvrtom mjestu lige, izgubivši na turniru u svibnju.
Na početku prve pune sezone u gradu imenovani su Njujorški Amerikanci (New York Americans). Prema časopisu Evening Journal, mlada momčad također se nazivala invaders ("osvajačima"). Godine 1904., sportski urednik Jim Price iz novine New York Press dao je momčadi novi, neslužbeni i budući stalni nadimak - "Yankees" (Yanks, sinonim za „Amerikanci“, tim što su američki leguri) - jer se bilo lakše uklopiti u naslove vijesti. Slučajna upotreba ovog nadimka nagovještava da je on već bio u popularnom leksikonu, iako će "Highlanders" i dalje biti glavni (i jednako neslužbeni) nadimak još nekoliko godina.
U sezonama 1904., 1906. i 1910., Highlanderi su završili na drugom mjestu u američkoj ligi. Tijekom sezone 1904., sjeme je posađeno budućim suparništvom kada se momčad suočila s Američkim Bostonima (kasnije poznatim kao Red Sox (Crvene čarape) u odlučujućem dijelu sezone, serija je pobijeđena, ali Highlandersi su izgubili ligašku zastavu u igri pet. Tijekom te sezone, bacač Jack Chesbro dobio je 41 utakmicu za klub kao početni bacač, jedan od mnogih rekorda koje je postavila mlada franšiza. U ovom trenutku nije bilo formalnog dogovora o Svjetskoj seriji u kojoj će pobjednici AL i NL igrati međusobno. U sezoni 1910. momčad, koja je već propala kao što je prikazano 1905. i 1906., a završila je 1908. i 1909., što je dovelo do mnogih promjena u menadžmentu, opet je završila na drugom mjestu, ali nije se borila za prvenstvo lige. Menadžer George Stallings i prvi osnovni momčad Hal Chase, kapetan momčadi na kraju regularne sezone, sukobili su se, suočivši se s Banom Johnsonom, koji je želio podnijeti ostavku na mjesto menadžera, a zatim je Stallings podnio ostavku, a Chase je postao menadžer igrača u posljednjih 14 utakmica sezone.  U sljedećoj sezoni 1912. godine momčad je završila na šestom mjestu u konačnom poretku. Na početku sezone, prve sezone pod novim menadžerom Harryjem Wolvertonom koji je zamijenio Chasea nakon što je podnio ostavku, New York je dopustio Giantsima da igraju u Hilltop Parku nakon što se stadion Giants, Polo Grounds, zapalio; aranžman traje do 28. lipnja, kada se otvaraju obnovljeni Polo Grounds. Na kraju sezone, s 50-102 rekorda, postotkom pobjede, 329, najnižim ikad za klub, momčad zauzima posljednje mjesto na ljestvici.

### Godine Polo Grounds (1913-1919)
Potom su od 1913. do 1922. Highlanders dijelili Polo Grounds s još jednim stanarom, New Yorškim Divovima iz Nacionalne lige. Prije sezone 1913. tim je prvi put dobio službeni nadimak tako što se do danas koristio imenom - New York Yankees. Prije te godine "Yankees" ili "Yanks" često su se upotrebljavali od 1904. u novinama poput New York Evening Journal, jer je "Highlandersu" bilo teško ući u naslove. Tada su nadimci poput profesionalnih bejzbol ekipa bili uobičajeni.
Sredinom desetljeća vlasnici Yankees, Farrell i Devery postali su izolirani i trebaju novac, u kombinaciji s malim završnim potezom i prijenosom jednog od njihovih vodećih bacača u kratkotrajnu Saveznu ligu (1914-1916). Yankeesi su rijetko bili profitabilni zadnjih 10 godina i nosili su 20.000 američkih dolara duga kad je tim pronašao novog vlasnika u zimu 1914. godine.

## Uspjesi

### FinaleWorld Seriesa
Yankeesi su osvojili 27 naslova World Seriesa. Najnoviji je osvojen 2009., pod vodstvom trenera Joea Girardija, kad su pobijedili Philadelphia Philliese u šest utakmica.
| Sezona                                  | Trener                                  | Protivnik                               | Rezultat                                | Rekord |
| --------------------------------------- | --------------------------------------- | --------------------------------------- | --------------------------------------- | ------ |
| 1923.                                   | Miller Huggins                          | New York Giants                         | 4–2                                     | 98–54  |
| 1927.                                   | Miller Huggins                          | Pittsburgh Pirates                      | 4–0                                     | 110–44 |
| 1928.                                   | Miller Huggins                          | St. Louis Cardinals                     | 4–0                                     | 101–53 |
| 1932.                                   | Joe McCarthy                            | Chicago Cubs                            | 4–0                                     | 107–47 |
| 1936.                                   | Joe McCarthy                            | New York Giants                         | 4–2                                     | 102–51 |
| 1937.                                   | Joe McCarthy                            | New York Giants                         | 4–1                                     | 102–52 |
| 1938.                                   | Joe McCarthy                            | Chicago Cubs                            | 4–0                                     | 99–53  |
| 1939.                                   | Joe McCarthy                            | Cincinnati Reds                         | 4–0                                     | 106–45 |
| 1941.                                   | Joe McCarthy                            | Brooklyn Dodgers                        | 4–1                                     | 101–53 |
| 1943.                                   | Joe McCarthy                            | St. Louis Cardinals                     | 4–1                                     | 98–56  |
| 1947.                                   | Bucky Harris                            | Brooklyn Dodgers                        | 4–3                                     | 97–57  |
| 1949.                                   | Casey Stengel                           | Brooklyn Dodgers                        | 4–1                                     | 97–57  |
| 1950.                                   | Casey Stengel                           | Philadelphia Phillies                   | 4–0                                     | 98–56  |
| 1951.                                   | Casey Stengel                           | New York Giants                         | 4–2                                     | 98–56  |
| 1952.                                   | Casey Stengel                           | Brooklyn Dodgers                        | 4–3                                     | 95–59  |
| 1953.                                   | Casey Stengel                           | Brooklyn Dodgers                        | 4–2                                     | 99–51  |
| 1956.                                   | Casey Stengel                           | Brooklyn Dodgers                        | 4–3                                     | 97–57  |
| 1958.                                   | Casey Stengel                           | Milwaukee Braves                        | 4–3                                     | 92–62  |
| 1961.                                   | Ralph Houk                              | Cincinnati Reds                         | 4–1                                     | 109–53 |
| 1962.                                   | Ralph Houk                              | San Francisco Giants                    | 4–3                                     | 96–66  |
| 1977.                                   | Billy Martin                            | Los Angeles Dodgers                     | 4–2                                     | 100–62 |
| 1978.                                   | Bob Lemon                               | Los Angeles Dodgers                     | 4–2                                     | 100–63 |
| 1996.                                   | Joe Torre                               | Atlanta Braves                          | 4–2                                     | 92–70  |
| 1998.                                   | Joe Torre                               | San Diego Padres                        | 4–0                                     | 114–48 |
| 1999.                                   | Joe Torre                               | Atlanta Braves                          | 4–0                                     | 98–64  |
| 2000.                                   | Joe Torre                               | New York Mets                           | 4–1                                     | 87–74  |
| 2009.                                   | Joe Girardi                             | Philadelphia Phillies                   | 4–2                                     | 103–59 |
| Ukupno osvojenih naslova World Seriesa: | Ukupno osvojenih naslova World Seriesa: | Ukupno osvojenih naslova World Seriesa: | Ukupno osvojenih naslova World Seriesa: | 27     |

### Prvaci AL-a
| 2009. 1998. 1976. 1960. | 1953. 1947. 1938. 1927. | 2003. 1996. 1964. 1958. | 1952. 1943. 1937. 1926. | 2001. 1981. 1963. 1957. | 1951. 1942. 1936. 1923. | 2000. 1978. 1962. 1956. | 1950. 1941. 1932. 1922. | 1999. 1977. 1961. 1955. | 1949. 1939. 1928. 1921. |

### Prvaci Istočne divizije AL-a
| 2019 2012 2003 1996. | 2011. 2002. 1981. | 2009. 2001. 1980. | 2006. 2000. 1978. | 2005. 1999. 1977. | 2004. 1998. 1976 |

## Umirovljeni brojevi
Yankeesi su umirovili sedamnaest brojeva za devetnaest pojedinaca, najviše u Major League Baseballu.
| Broj | Ime igrača     | Pozicija               | Umirovljen         |
| ---- | -------------- | ---------------------- | ------------------ |
|      | Billy Martin   | 2B, trener             | 10. kolovoza 1986. |
|      | Derek Jeter    | SS                     | 14. svibanj 2017.  |
|      | Babe Ruth      | RF                     | 13. lipnja 1948.   |
|      | Lou Gehrig     | 1B                     | 4. srpnja 1939.    |
|      | Joe DiMaggio   | CF                     | 18. travnja 1952.  |
|      | Joe Torre      | M                      | 23. kolovoza 2014. |
|      | Mickey Mantle  | CF, 1B, pomoćni trener | 8. lipnja 1969.    |
|      | Bill Dickey    | C, M, pomoćni trener   | 22. srpnja 1972.   |
|      | Yogi Berra     | C, LF, M, trener       | 22. srpnja 1972.   |
|      | Roger Maris    | RF                     | 21. srpnja 1984.   |
|      | Phil Rizzuto   | SS                     | 4. kolovoza 1985.  |
|      | Thurman Munson | C                      | 3. kolovoza 1979.  |
|      | Whitey Ford    | SP, pomoćni trener     | 3. kolovoza 1974.  |
|      | Don Mattingly  | 1B, pomoćni trener     | 31. kolovoza 1997. |
|      | Elston Howard  | C, LF, pomoćni trener  | 21. srpnja 1984.   |
|      | Casey Stengel  | M                      | 8. kolovoza 1970.  |
|      | Mariano Rivera | RP                     | 22. rujna 2013.    |
|      | Reggie Jackson | RF                     | 14. kolovoza 1993. |
|      | Ron Guidry     | SP, pomoćni trener     | 23. kolovoza 2003. |

| Broj | Ime igrača      | Počašćen                        |
| ---- | --------------- | ------------------------------- |
|      | Jackie Robinson | Diljem MLB-a, 15. travnja 1997. |

Umirovljeni brojevi bili su izloženi iza lijeve ograde na starom Yankee stadionu i ispred tople strane protivničke momčadi, tvoreći malu uličicu koja je potom povezivala Monument Park s lijevim poljskim tribinama. Kad se franšiza preselila s novog stadiona preko ulice, brojevi su se uklapali u Monument Park, koji sjedi u sredini između oba stativa. 21 broj postavljen je na zid kronološkim redoslijedom, počevši od broja Lou Gehrig br. 4. Umirovio se ubrzo nakon što je Gehrig 4. srpnja 1939. napustio bejzbol, istog dana kada je održao svoj slavni oproštajni govor.

## Članovi Dvorane slavnih
| New York Yankeesovi članovi Dvorane slavnih                  | | | | | |  |
| Članstvo prema Dvorani slavnih i muzeju nacionalnog bejzbola | | | | | |  |
| Baltimore Orioles                                            | | | | | |  |
|                                                              | | Roger Bresnahan Joe Kelley                                                                                             | Joe McGinnity                                                                                                  | John McGraw Wilbert Robinson                                                                                         | |  |
| New York Highlanders                                         | | | | | |  |
|                                                              | | Jack Chesbro | Clark Griffith Willie Keeler                                                                                   | Branch Rickey | |  |
| New York Yankees                                             | | | | | |  |
|                                                              | Frank Baker Ed Barrow Yogi Berra Wade Boggs Frank Chance Earle Combs Stan Coveleski Bobby Cox Bill Dickey | Joe DiMaggio Whitey Ford Lou Gehrig Lefty Gomez Joe Gordon Goose Gossage Burleigh Grimes Bucky Harris Rickey Henderson | Waite Hoyt Miller Huggins Catfish Hunter Reggie Jackson Randy Johnson Tony Lazzeri Larry MacPhail Lee MacPhail | Mickey Mantle Joe McCarthy Johnny Mize Phil Niekro Herb Pennock Gaylord Perry Phil Rizzuto Red Ruffing Jacob Ruppert | Babe Ruth Joe Sewell Enos Slaughter Casey Stengel Joe Torre Dazzy Vance Paul Waner George Weiss Dave Winfield |  |

## Vanjske poveznice
- Službena stranica New York Yankeesa  Arhivirana inačica izvorne stranice od 25. siječnja 2007. (Wayback Machine)
- Baseball-Reference.com – Klupski indeks, razvrstan po godinama
- Baseball Almanac
- Sports E-Cyclopedia
- Bronx Baseball Daily  Arhivirana inačica izvorne stranice od 25. kolovoza 2021. (Wayback Machine)